# Udemy
Udemy, Inc. è un erogatore statunitense di MOOCs (massive open online courses; in italiano «corsi online aperti e di massa») rivolto a studenti e adulti professionisti. L'azienda è stata fondata nel maggio 2010 da Eren Bali, Gagan Biyani e Oktay Caglar.
La piattaforma è rivolta principalmente a studenti interessati a corsi formativi, per migliorare le competenze relative al lavoro. Alcuni corsi consentono di generare crediti utili alle certificazioni tecniche. Permette inoltre alle aziende di inserire corsi di formatori rivolti ai propri i dipendenti.
La sede di Udemy si trova a San Francisco, negli Stati Uniti, con hub a Denver, a Dublino in Irlanda, ad Ankara in Turchia, a San Paolo in Brasile e a Gurugram in India.

## Storia
Nel 2007, i fondatori di Udemy (you-de-mee, portmanteau di you + academy) Eren Bali e Oktay Caglar crearono un software per aule virtuali dal vivo, mentre vivevano in Turchia. Notando il potenziale nel rendere il prodotto gratuito per tutti, si sono trasferiti nella Silicon Valley per fondare un'azienda due anni dopo. Il sito è stato lanciato da Bali, Caglar e Gagan Biyani all'inizio del 2010.
Nel febbraio 2010, i fondatori cercarono di raccogliere fondi di capitale di rischio, ottenendo però responso negativo dagli investitori, venendo «respinti 30 volte», secondo Gagan Biyani. In risposta a ciò, avviarono il bootstrapping del prodotto e lanciarono Udemy ― "The Academy of You" — nel maggio 2010.
In pochi mesi,  1.000 istruttori avevano creato circa 2.000 corsi e Udemy aveva quasi 10.000 utenti registrati. In risposta alla reazione favorevole del mercato, tentarono un altro round di finanziamento e raccolsero $ 1 milione in finanziamenti di rischio entro agosto. Nell'ottobre 2011, la società raccolse ulteriori $ 3 milioni in finanziamenti di serie A guidati dagli investitori di Groupon Eric Lefkofsky e Brad Keywell, nonché 500 Startup e MHS Capital.
Nel dicembre 2012, la società raccolse $ 12 milioni in finanziamenti di serie B da Insight Venture Partners, insieme a Lightbank Capital, MHS Capital e Learn Capital, portando il finanziamento totale verso Udemy a $ 16 milioni.
Il 22 aprile 2014, l'edizione digitale del Wall Street Journal ha riportato che Dennis Yang, COO di Udemy, era stato nominato amministratore delegato, in sostituzione di Eren Bali.
Nel maggio 2014, Udemy ha raccolto altri 32 milioni di dollari in un finanziamento di serie C, guidato da Norwest Venture Partners, nonché da Insight Venture Partners e MHS Capital. Nel giugno 2015, Udemy ha raccolto un round di finanziamento di serie D da $ 65 milioni, guidato da Stripes. Nel giugno 2016, Udemy ha raccolto $ 60 milioni da Naspers Ventures come follow-up del round di finanziamento di serie D da $ 65 milioni del giugno 2015.
Il 5 febbraio 2019, Udemy ha annunciato che il consiglio di amministrazione della società ha nominato Gregg Coccari nuovo amministratore delegato.
Nel febbraio 2020, Udemy ha raccolto $ 50 milioni dal partner di lunga data giapponese Benesse Holdings, dichiarando una valutazione di $ 2 miliardi. Nel novembre 2020, Udemy ha raccolto $ 50 milioni, con una valutazione di 3,25 miliardi di dollari, da Tencent Holdings.

### Finanze
Udemy non ha mai ufficialmente realizzato profitti.

### Marchio
Alla fine di ottobre 2017, Udemy ha cambiato il suo marchio con l'aspetto attuale, con un gallone viola invertito, sopra il nome dell'azienda in lettere minuscole, in grassetto e colorazione nera.
In precedenza era stato stilizzato in diversi modi, incluso un logo simile in verde brillante, senza accenti. Il design del logo più vecchio utilizzava un testo più grande e la U in maiuscolo in "Udemy", oltre a una grande U rossa stilizzata sul lato sinistro.

## Panoramica
Udemy è una piattaforma che consente agli istruttori di creare corsi online su argomenti a scelta. Si possono caricare video, creare e caricare presentazioni PowerPoint, PDF, audio, file ZIP e lezioni dal vivo per sviluppare corsi con gli strumenti online. Gli istruttori possono anche interagire con gli utenti tramite forum di discussione.
I corsi coprono diverse categorie, tra cui affari e imprenditorialità, accademia, arte, salute e fitness, lingua, musica e tecnologia. Udemy offre anche Udemy for Business, che permette alle aziende di accedere a una suite di circa 7.000 corsi di formazione su argomenti diversificati, comprendenti tattiche di marketing digitale, produttività dell'ufficio, progettazione, management, programmazione e altro. Consente inoltre di creare portali di apprendimento personalizzati per la formazione aziendale.
I corsi su Udemy possono essere a pagamento o gratuiti, a seconda dell'istruttore.
Nell'aprile 2013, Udemy ha lanciato un'applicazione mobile per iOS. La versione per Android è stata lanciata a gennaio 2014. A luglio 2016, Udemy ha ampliato la propria piattaforma iOS per includere Apple TV.

### Corso online aperto e di massa (MOOC)
Udemy fa parte del crescente movimento MOOC, che fuoriesce dal tradizionale sistema universitario ed è noto per la varietà di corsi offerti.

## Ricezione
Mashable ha osservato che "Udemy offre un'esperienza che rivaleggia con la vera classe e dovrebbe rivelarsi utile per insegnanti e studenti di tutte le materie".
Nel 2014, Forbes nominò il cofondatore di Udemy Eren Bali nella lista di "30 Under 30" delle "stelle più luminose in 15 diversi campi di età inferiore ai 30 anni".
Nel 2020, Udemy è stata inserita nell'elenco annuale "Change the World" di Fortune.
Udemy è stata riconosciuta come uno dei "migliori posti di lavoro nella Bay Area" del 2021.

## Criticità
Nel novembre 2015, Udemy è stata accusata di aver pubblicato e tratto profitto da corsi piratati. L'amministratore delegato dell'epoca, Dennis Yang, ha risposto alle accuse in un post sul blog e ha dichiarato che Udemy non ha tratto profitto da quelle istanze di pirateria.